# Hernán Pertuz
Hernán Pertuz (Barranquilla, Atlántico, Colombia, 31 de marzo de 1989) es un futbolista colombiano. Juega de defensa y su equipo actual es el Cúcuta Deportivo de la Categoría Primera B de Colombia.

## Selección nacional
Con la Selección de fútbol de Colombia Hernán Pertúz hace parte del equipo que juega en el Campeonato Sudamericano Sub-20 de 2009, siendo uno de los más destacados del equipo. En total ha marcado tres goles, uno frente a Uruguay, uno en la victoria sobre Paraguay, y el descuento en la derrota ante Brasil, siendo los dos últimos tantos de tiro penal.

### Participación Sudamericanos
| Campeonato                  | Sede      | Resultado  | Partidos | Goles |
| --------------------------- | --------- | ---------- | -------- | ----- |
| Sudamericano Sub-20 de 2009 | Venezuela | Fase final | 9        | 3     |

## Trayectoria
En su primera etapa con el poderoso de la montaña de 5 años (2007-2011) jugó 78 partidos y convirtió 3 goles. (57 partidos 2 goles en Liga, en Copa Colombia 20 partidos 1 gol y en la Copa Libertadores jugó 1 partido)
El 3 de enero de 2012 se anunció su traspaso a la Major League Soccer de Estados Unidos, donde jugó con el FC Dallas. Además de compartir equipo con sus compatriotas Jair Benítez, David Ferreira y Fabián Castillo.
A inicios de 2013 volvió al Medellín, que recién salía subcampeón del torneo colombiano y se ha mantenido en él desde entonces, llegando a tres finales, una en el Torneo Finalización 2014 y la otra en el Torneo Apertura 2015, en las que el conjunto paisa cayó ante Independiente Santa Fe y Deportivo Cali, y la última en Torneo Apertura 2016 donde quedó campeón ganándole 3-1 a Junior de Barranquilla

## Clubes
| Club                   | País           | Año         |
| ---------------------- | -------------- | ----------- |
| Independiente Medellín | Colombia       | 2007 - 2011 |
| FC Dallas              | Estados Unidos | 2012        |
| Independiente Medellín | Colombia       | 2013 - 2020 |
| Deportivo Pasto        | Colombia       | 2021        |
| Deportivo La Guaira    | Venezuela      | 2022        |
| Cúcuta Deportivo       | Colombia       | 2023 - 2024 |

## Estadísticas
| Club                              | Temporada | Liga  | Liga  | Copa Nacional | Copa Nacional | Copa Internacional | Copa Internacional | Total | Total |
| Club                              | Temporada | Part. | Goles | Part.         | Goles         | Part.              | Goles              | Part. | Goles |
| --------------------------------- | --------- | ----- | ----- | ------------- | ------------- | ------------------ | ------------------ | ----- | ----- |
| Independiente Medellín · Colombia | 2008      | 5     | 0     | 5             | 1             | -                  | -                  | 10    | 1     |
| Independiente Medellín · Colombia | 2009      | 10    | 1     | 1             | 1             | 0                  | 0                  | 11    | 2     |
| Independiente Medellín · Colombia | 2010      | 23    | 0     | 6             | 0             | 1                  | 0                  | 30    | 0     |
| Independiente Medellín · Colombia | 2011      | 19    | 1     | 4             | 0             | -                  | -                  | 23    | 1     |
| FC Dallas Estados Unidos          | 2012      | 30    | 1     | -             | -             | -                  | -                  | 30    | 1     |
| FC Dallas Estados Unidos          | Total     | 30    | 1     | 0             | 0             | 0                  | 0                  | 30    | 1     |
| Independiente Medellín · Colombia | 2013      | 19    | 0     | 4             | 0             | -                  | -                  | 23    | 0     |
| Independiente Medellín · Colombia | 2014      | 19    | 1     | 4             | 1             | -                  | -                  | 23    | 2     |
| Independiente Medellín · Colombia | 2015      | 23    | 0     | 2             | 0             | -                  | -                  | 25    | 0     |
| Independiente Medellín · Colombia | 2016      | 28    | 0     | 5             | 0             | 5                  | 0                  | 38    | 0     |
| Independiente Medellín · Colombia | 2017      | 18    | 2     | 5             | 0             | 4                  | 0                  | 27    | 2     |
| Independiente Medellín · Colombia | 2018      | 39    | 1     | 1             | 0             | 2                  | 1                  | 42    | 2     |
| Independiente Medellín · Colombia | 2019      | 2     | 0     | 0             | 0             | -                  | -                  | 2     | 0     |
| Independiente Medellín · Colombia | 2020      | 1     | 0     | -             | -             | -                  | -                  | 1     | 0     |
| Independiente Medellín · Colombia | Total     | 206   | 6     | 37            | 3             | 12                 | 1                  | 255   | 10    |
| Total en su carrera               |           |       |       |               |               |                    |                    |       |       |

## Palmarés

### Campeonatos nacionales
| Título              | Club                   | País     | Año  |
| ------------------- | ---------------------- | -------- | ---- |
| Torneo Finalización | Independiente Medellín | Colombia | 2009 |
| Torneo Apertura     | Independiente Medellín | Colombia | 2016 |
| Copa Colombia       | Independiente Medellín | Colombia | 2019 |